# Welcome II Nextasy
Welcome II Nextasy é o segundo álbum de estúdio da banda Next. Ele recebeu a certificação de Ouro.

## Faixas
1. "Welcome II Nextasy" (Intro)
2. "What U Want" (com Beanie Sigel)
3. "Wifey"
4. "Cybersex"
5. "Beauty Queen"
6. "When We Kiss"
7. "Jerk" (com 50 Cent)
8. "Call On Me"
9. "Shorty"
10. "Minnesnowta" (Interlude)
11. "Let's Make A Movie"
12. "My Everything"
13. "Splash"
14. "Banned From TV"
15. "Oh No No" (com Red Rat & Renee Neufville)